# تپه قلی چاووش
تپه قلی چاووش مربوط به عصر مس - هزاره اول قبل از میلاد است و در شهرستان اشنویه، بخش مرکزی، دهستان اشنویه شمالی، روستای نلیوان واقع شده و این اثر در تاریخ ۷ اسفند ۱۳۸۵ با شمارهٔ ثبت ۱۷۶۵۳ به‌عنوان یکی از آثار ملی ایران به ثبت رسیده است.